# Le Mans 24-timmars 2012
Le Mans 24-timmars 2012 kördes under 16 - 17 juni. Tävlingen vanns av André Lotterer, Benoît Tréluyer och Marcel Fässler i en Audi.

## Resultat
Fet stil markerar vinnare i respektive klass.
| Plats                                                  | Klass     | Team                      | Förare                                               | Bil                      | Varv |
| ------------------------------------------------------ | --------- | ------------------------- | ---------------------------------------------------- | ------------------------ | ---- |
| 1                                                      | LMP1      | Audi Sport Team Joest     | André Lotterer Marcel Fässler Benoît Tréluyer        | Audi R18 e-tron quattro  | 378  |
| 2                                                      | LMP1      | Audi Sport Team Joest     | Allan McNish Rinaldo Capello Tom Kristensen          | Audi R18 e-tron quattro  | 377  |
| 3                                                      | LMP1      | Audi Sport North America  | Oliver Jarvis Marco Bonanomi Mike Rockenfeller       | Audi R18 ultra           | 375  |
| 4                                                      | LMP1      | Rebellion Racing          | Nicolas Prost Nick Heidfeld Neel Jani                | Lola B12/60-Toyota       | 367  |
| 5                                                      | LMP1      | Audi Sport Team Joest     | Marc Gené Romain Dumas Loïc Duval                    | Audi R18 ultra           | 366  |
| 6                                                      | LMP1      | JRM                       | David Brabham Peter Dumbreck Karun Chandhok          | HPD ARX-03a              | 357  |
| 7                                                      | LMP2      | Starworks Motorsport      | Enzo Potolicchio Ryan Dalziel Tom Kimber-Smith       | HPD ARX-03b              | 354  |
| 8                                                      | LMP2      | Thiriet by TDS Racing     | Pierre Thiriet Mathias Beche Christophe Tinseau      | Oreca 03- Nissan         | 353  |
| 9                                                      | LMP2      | Pecom Racing              | Luís Pérez Companc Pierre Kaffer Soheil Ayari        | Oreca 03- Nissan         | 352  |
| 10                                                     | LMP2      | Signatech-Nissan          | Pierre Ragues Nelson Panciatici Roman Rusinov        | Oreca 03- Nissan         | 351  |
| 11                                                     | LMP1      | Rebellion Racing          | Andrea Belicchi Jeroen Bleekemolen Harold Primat     | Lola B12/60-Toyota       | 350  |
| 12                                                     | LMP2      | Greaves Motorsport        | Christian Zugel Elton Julian Ricardo González        | Zytek Z11SN-Nissan       | 348  |
| 13                                                     | LMP2      | ADR- Delta                | John Martin Tor Graves Jan Charouz                   | Oreca 03- Nissan         | 346  |
| 14                                                     | LMP2      | OAK Racing                | David Heinemeier Hansson Bas Leinders Maxime Martin  | Morgan LMP2- Nissan      | 341  |
| 15                                                     | LMP2      | Greaves Motorsport        | Alex Brundle Martin Brundle Lucas Ordóñez            | Zytek Z11SN-Nissan       | 340  |
| 16                                                     | LMP2      | Signatech-Nissan          | Jordan Tresson Franck Mailleux Olivier Lombard       | Oreca 03- Nissan         | 340  |
| 17                                                     | LMGTE Pro | AF Corse                  | Giancarlo Fisichella Gianmaria Bruni Toni Vilander   | Ferrari 458 GTC          | 336  |
| 18                                                     | LMGTE Pro | Luxury Racing             | Frédéric Makowiecki Jaime Melo Dominik Farnbacher    | Ferrari 458 GTC          | 333  |
| 19                                                     | LMGTE Pro | Aston Martin Racing       | Stefan Mücke Adrián Fernández Darren Turner          | Aston Martin Vantage GTE | 332  |
| 20                                                     | LMGTE Am  | Larbre Compétition        | Patrick Bornhauser Julien Canal Pedro Lamy           | Chevrolet Corvette C6.R  | 329  |
| 21                                                     | LMGTE Am  | IMSA Performance Matmut   | Anthony Pons Nicolas Armindo Raymond Narac           | Porsche 911 GT3-RSR      | 328  |
| 22                                                     | LMGTE Pro | AF Corse                  | Andrea Bertolini Olivier Beretta Marco Cioci         | Ferrari 458 GTC          | 326  |
| 23                                                     | LMGTE Pro | Corvette Racing           | Antonio García Jan Magnussen Jordan Taylor           | Chevrolet Corvette C6.R  | 326  |
| 24                                                     | LMP2      | Boutsen Ginion Racing     | Bastien Brière Shinji Nakano Jens Petersen           | Oreca 03-Nissan          | 325  |
| 25                                                     | LMGTE Am  | Krohn Racing              | Tracy Krohn Niclas Jönsson Michele Rugolo            | Ferrari 458 GTC          | 323  |
| 26                                                     | LMP2      | Race Performance          | Michel Frey Jonathan Hirschi Ralph Meichtry          | Oreca 03-Judd            | 320  |
| 27                                                     | LMGTE Am  | Flying Lizard Motorsports | Seth Neiman Spencer Pumpelly Darren Law              | Porsche 911 GT3-RSR      | 313  |
| 28                                                     | LMGTE Am  | Larbre Compétition        | Christophe Bourret Pascal Gibon Jean-Philippe Belloc | Chevrolet Corvette C6.R  | 309  |
| 29                                                     | LMP2      | Extrême Limite ARIC       | Fabien Rosier Phillipe Haezebrouck Philippe Thirion  | Norma MP2000-Judd        | 308  |
| 30                                                     | LMP1      | Strakka Racing            | Nick Leventis Jonny Kane Danny Watts                 | HPD ARX-03a              | 303  |
| 31                                                     | LMGTE Am  | AF Corse- Waltrip         | Robert Kauffman Brian Vickers Rui Águas              | Ferrari 458 GTC          | 294  |
| 32                                                     | LMGTE Am  | JMB Racing                | Manuel Rodrigues Philippe Illiano Alain Ferté        | Ferrari 458 GTC          | 292  |
| 33                                                     | LMGTE Am  | JWA-Avila                 | Paul Daniels Joël Camathias Markus Palttala          | Porsche 911 GT3-RSR      | 290  |
| Ej klassificerade (NC) – < 70% av tävlingen (264 varv) |           |                           |                                                      |                          |      |
| 34                                                     | LMGTE Pro | Corvette Racing           | Oliver Gavin Richard Westbrook Tommy Milner          | Chevrolet Corvette C6.R  | 215  |
| 35                                                     | LMP1      | Pescarolo Sport           | Nicolas Minassian Sébastien Bourdais Seiji Ara       | Dome S102.5-Judd         | 203  |
| Bröt tävlingen (DNF)                                   |           |                           |                                                      |                          |      |
| 36                                                     | LMP2      | Jota                      | Sam Hancock Simon Dolan Haruki Kurosawa              | Zytek Z11SN-Nissan       | 271  |
| 37                                                     | LMP2      | Level 5 Motorsports       | Scott Tucker Christophe Bouchut Luis Díaz            | HPD ARX-03b              | 240  |
| 38                                                     | LMP2      | Status Grand Prix         | Alexander Sims Yelmer Buurman Romain Iannetta        | Lola B12/80-Judd         | 239  |
| 39                                                     | LMGTE Am  | Team Felbermayr-Proton    | Christian Ried Gianluca Roda Paolo Ruberti           | Porsche 911 GT3-RSR      | 222  |
| 40                                                     | LMP1      | OAK Racing                | Franck Montagny Dominik Kraihamer Bertrand Baguette  | OAK Pescarolo 01-Judd    | 219  |
| 41                                                     | LMGTE Pro | JMW Motorsport            | Jonny Cocker James Walker Roger Wills                | Ferrari 458 GTC          | 204  |
| 42                                                     | LMP2      | Murphy Prototypes         | Jody Firth Warren Hughes Brendon Hartley             | Oreca 03-Nissan          | 196  |
| 43                                                     | LMGTE Pro | Team Felbermayr-Proton    | Richard Lietz Marc Lieb Wolf Henzler                 | Porsche 911 GT3-RSR      | 185  |
| 44                                                     | LMGTE Am  | Prospeed Competition      | Abdulaziz Al-Faisal Bret Curtis Sean Edwards         | Porsche 911 GT3-RSR      | 180  |
| 45                                                     | LMP2      | Lotus                     | Thomas Holzer Mirco Schultis Luca Moro               | Lola B12/80-Lotus (Judd) | 155  |
| 46                                                     | LMGTE Am  | Luxury Racing             | Pierre Ehret Gunnar Jeannette Frankie Montecalvo     | Ferrari 458 GTC          | 146  |
| 47                                                     | LMP2      | OAK Racing                | Jacques Nicolet Matthieu Lahaye Olivier Pla          | Morgan LMP2-Judd         | 139  |
| 48                                                     | LMP1      | Toyota Racing             | Alexander Wurz Kazuki Nakajima Nicolas Lapierre      | Toyota TS030 Hybrid      | 134  |
| 49                                                     | LMGTE Pro | Flying Lizard Motorsports | Jörg Bergmeister Marco Holzer Patrick Long           | Porsche 911 GT3-RSR      | 114  |
| 50                                                     | LMP2      | Gulf Racing Middle East   | Fabien Giroix Ludovic Badey Stefan Johansson         | Lola B12/80-Nissan       | 92   |
| 51                                                     | LMP1      | Toyota Racing             | Anthony Davidson Sébastien Buemi Stéphane Sarrazin   | Toyota TS030 Hybrid      | 82   |
| 52                                                     |           | Highcroft Racing          | Marino Franchitti Michael Krumm Satoshi Motoyama     | DeltaWing-Nissan         | 75   |
| 53                                                     | LMGTE Am  | AF Corse                  | Piergiuseppe Perazzini Niki Cadei Matt Griffin       | Ferrari 458 GTC          | 70   |
| 54                                                     | LMGTE Am  | Aston Martin Racing       | Christoffer Nygaard Kristian Poulsen Allan Simonsen  | Aston Martin Vantage GTE | 31   |
| 55                                                     | LMP1      | Pescarolo Sport           | Emmanuel Collard Stuart Hall                         | Pescarolo 03-Judd        | 20   |
| 56                                                     | LMP2      | Gulf Racing Middle East   | Keiko Ihara Jean-Denis Délétraz Marc Rostan          | Lola B12/80-Nissan       | 17   |